# 935 (číslo)
Devět set třicet pět je přirozené číslo. Římskými číslicemi se zapisuje CMXXXV a řeckými číslicemi ϡλε´. Následuje po čísle devět set třicet čtyři a předchází číslu devět set třicet šest.

## Matematika
935 je:
- Deficientní číslo
- Složené číslo
- Nešťastné číslo

## Astronomie
- (935) Clivia je planetka hlavního pásu, kterou objevil v roce 1920 Karl Wilhelm Reinmuth
- NGC 935 je spirální galaxie v souhvězdí Berana

## Roky
- 935
- 935 př. n. l.